# Doebna (oblast Moskou)
Doebna (Russisch: Дубна, Doebna) is een stad in de oblast Moskou, (district Taldomski), op 115 kilometer ten noorden van Moskou. Doebna ligt op 187 meter boven zeeniveau, bij de samenloop van het Moskoukanaal met de Wolga en aan de rivieren Doebna en Sestra. Een dam over de Wolga binnen het stadsgebied wordt gebruikt voor een waterkrachtcentrale en heeft het Ivanovskojereservoir doen ontstaan, hetgeen een belangrijk zoetwaterbekken is voor de drinkwatervoorziening van Moskou. De stad ligt op beide oevers van de Wolga en de dam vormt de enige weg hiertussen.

## Geschiedenis
Een eerste nederzetting op het huidige grondgebied van Doebna zou volgens de kronieken reeds ten tijde van grootvorst Joeri Dolgoroeki bestaan hebben. Deze werd echter in 1216 tijdens een oorlog met de republiek Novgorod vernietigd. Later ontstonden hier twee kleine dorpen die tot het midden van de 20e eeuw geen grote betekenis hadden.
Het huidige Doebna werd gesticht in 1956, samen met het Gezamenlijk Instituut voor Kernonderzoek, een groot internationaal onderzoekslaboratorium, dat zich vooral bezighoudt met deeltjesfysica, zware ionenfysica, transurane elementen en radiobiologisch onderzoek. Vanaf 1958 werd de stad Doebna genoemd, naar de rivier waaraan het ligt. In 1960 werd de stad Ivankovo bestuurlijk onderdeel van de stad. De naam van element 105; dubnium, is afgeleid van de naam van de plaats. Het instituut was lange tijd de belangrijkste werkgever van de stad, maar met de groei van het aantal industriële bedrijven in de stad, is haar rol langzamerhand minder geworden.

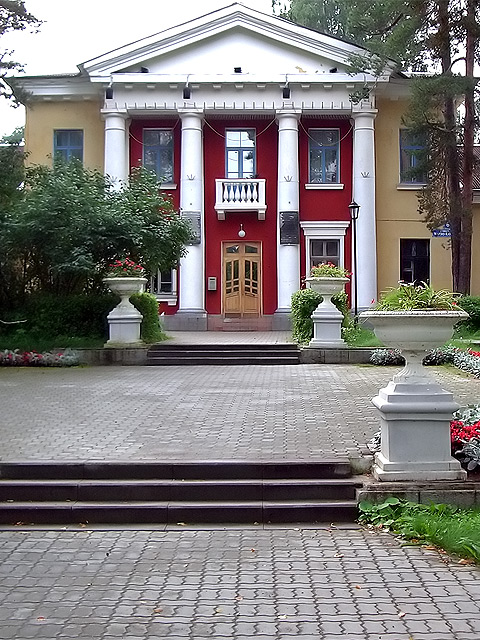
Hoofdingang van het Gezamenlijk Instituut voor Kernonderzoek

## Economie, onderwijs en transport
De belangrijkste werkgevers van de stad zijn het Gezamenlijk Instituut voor Kernonderzoek, een machinefabriek, het machinebouwontwerpbureau Radoega (regenboog) en een instrumentenfabriek.
Binnen de stad bevinden zich het Instituut voor elektrotechniek, elektronica en automatisering, de Internationale Universiteit voor Natuur, Samenleving en Mens van Doebna, het Wetenschappelijk Onderzoekscentrum voor kernfysica van de Lomonosovuniversiteit en het Wetenschappelijk Onderzoekscentrum voor Toegepaste Akoestiek.
Het openbaar vervoer van de stad heeft sneltrein-, stoptrein- en marsjroetkaverbindingen naar Savjolovski vokzal in Moskou.

## Demografie
| Ontwikkeling van het inwoneraantal |        |        |        |        |        |
| Jaar                               | 1959   | 1970   | 1979   | 1989   | 2002   |
| Bevolking                          | 12.000 | 43.700 | 54.900 | 65.800 | 61.000 |

## Trivia
In de stad staat bij de samenloop van het Moskoukanaal en de Wolga het hoogste beeld van Lenin (15 meter) van Rusland, dat werd gebouwd in de jaren 30. Aanvankelijk stond hier ook een beeld van Jozef Stalin, maar door de destalinisatie verdween ook het beeld in 1963.